# Macdonald-Seamount
Der Macdonald-Seamount ist ein vulkanisch aktiver Tiefseeberg am Südostende der Austral-Inseln in Französisch-Polynesien.

## Entdeckung und Bezeichnung
Der Macdonald-Seamount wurde im Jahr 1967 entdeckt, nachdem die Hydrophone einer ozeanographischen Vermessungskampagne seismische Signale gemeldet hatten. Im Jahr 1970 wurde der neuentdeckte Seamount dann nach dem amerikanischen Vulkanologen Gordon A. Macdonald benannt. Die polynesische Bezeichnung lautet Tamarii.

## Geographie
Der Macdonald-Seamount befindet sich am Südostende der Austral-Inseln, 338 Kilometer ostsüdöstlich von Marotiri, der nächstgelegenen Landmasse. In Nordwestrichtung folgen Marotiri, Rapa, Raivavae, Tubuai, Rurutu, Rimatara, die südlichen Cookinseln und schließlich die Îles Maria. Zwischen Marotiri und dem Macdonald-Seamount klafft eine recht große Lücke. Nördlich vom Macdonald-Seamount liegen die Ngatemato-Seamounts und die Taukina-Seamounts, die wesentlich älter sind und einen vollkommen unterschiedlichen Ursprung haben dürften. Deutlich abgesetzt folgt im Südosten die Kette der Foundation-Seamounts, die auf den Foundation-Hotspot zurückzuführen sind. Möglicherweise ist der Foundation-Hotspot für einige Seamounts in der Nachbarschaft des Macdonald-Seamounts verantwortlich.
Am Macdonald-Seamount endet eine topographische Hochlage, die sich nach Nordwesten bis Marotiri erstreckt und den Annie-Seamount, den Simone-Seamount und die Präsident-Thiers-Bank mit einschließt. 100 Kilometer nordwestlich befindet sich der 3.000 Meter hohe Rà-Seamount (Rà ist das polynesische Wort für die Sonne), der in 1.040 Meter Wassertiefe unter dem Meeresspiegel endet. Offensichtlich handelt es sich hier um einen erloschenen Vulkan, der zuvor womöglich aufgetaucht war. Am Südfuß des Macdonald-Seamounts erhebt sich ein 850 Meter hoher, kleinerer Seamount bis zu einer Wassertiefe von 3.150 Meter. In der Umgebung finden sich noch weitere kleine Seamounts, die sich eventuell am Ostpazifischen Rücken gebildet hatten.

## Beschreibung
Der Macdonald-Seamount, in dessen unmittelbarer Nachbarschaft noch andere Seamounts liegen, erhebt sich 4.200 Meter über den Meeresgrund des südlichen Pazifischen Ozeans. Seine Spitze befindet sich gewöhnlich in nur 40 Meter Wassertiefe, diese Tiefe kann aber je nach Vulkantätigkeit leichten Schwankungen unterliegen. Seit seiner Entdeckung war der Macdonald-Seamount nämlich periodisch in Aktivität, erkennbar an Gasaufstieg und seismischen Signalen. Ausbrüche erfolgten am Seamount in den Jahren 1967, 1977, 1979 bis 1983 und 1987 bis 1989. Kleinere Erdbeben wurden am Vulkan auch im Jahr 2007 registriert.
Der Gipfel des Seamounts ist zu einem 150 × 100 Meter großem Plateau abgeflacht (eine andere Quelle gibt 2,4 Quadratkilometer für das Plateau an), trägt aber mehrere kleinere Vulkankegel (6 Meter hohe und 3 Meter breite Schweißschlackenkegel). Es wird davon ausgegangen, dass der Seamount dem gleichnamigen Macdonald-Hotspot aufsitzt, der neben dem Macdonald-Seamount noch eine ganze Reihe anderer Vulkane erzeugt hat. Die vulkanischen Aktivitäten haben die Morphologie des Vulkans zwischen 1975 und 1982 beträchtlich verändert und es ist daher nicht unwahrscheinlich, dass in naher Zukunft eine neue Insel auftauchen wird – so erreichte 1979 eine Spitze auf dem Plateau 49 Meter Wassertiefe, ein Zacken mit elliptischem Grundriss lag 1982 sogar nur noch 29 Meter tief und das Plateau selbst variierte zwischen 50 und 34 Meter Wassertiefe; 1986 war der Zacken nur noch ein Steinhaufen in 42 Meter Wassertiefe.
Der obere Abschnitt des Seamounts wird von einer 50 Zentimeter mächtigen Lapillilage bedeckt, darunter befinden sich Lavaströme. Hydrothermale Umwandlungsprodukte sind ebenfalls zugegen. Eine dicke Aschenschicht findet sich bis hinab auf 2.000 Meter Wassertiefe. Neben den Lapilli treten außerdem Scoria-reiche Lavaströme auf. In tieferen Bereichen bilden die Termini der Lavaströme Geländestufen aus, die insbesondere in Wassertiefen zwischen 600 und 1.000 Meter sehr markant sind und nur auf der Nordseite fehlen. Weiter im Abyssal herrschen Kissenlaven vor.
Unterhalb des Gipfelplateaus fällt der Vulkan bis auf eine Tiefe von 600 Metern steil ab, verflacht aber dann zusehends. Abgesehen von einem nach Nordwesten ziehenden, schuttbedeckten Höhenrücken hat er eine kreisförmige Gestalt mit einem Durchmesser von 45 Kilometer in 3.900 Meter Wassertiefe. Seine Abhänge werden von radial angeordneten topographischen Rücken durchzogen, die entweder tektonischen Ursprungs sind (Bruchsysteme) oder isolierte Parasitärkegel darstellen. Das Gesamtvolumen des Seamounts wurde auf 820 Kubikkilometer abgeschätzt. Er trägt ferner Anzeichen für Massenbewegungen, unter anderem Abrisskanten im oberen Bereich und von den Rutschmassen geglättetes Gelände in den unteren Lagen. Abrisse werden für die Ost-, Süd-, West- und Nordwestflanke vermutet. Auf dem Meeresboden finden sich auch Hinweise für Turbidite sowie Rippel.
Eine geomagnetische Untersuchung ergab eine Magnetisierung mit normaler Polarität für die Basis des Vulkans. In 2 Kilometer Tiefe unterhalb der Nordflanke wurde aber eine Anomalie angetroffen, die der Magmenkammer entsprechen dürfte. Während der Eruptionen geförderte Gabbros weisen ebenfalls darauf hin, dass eine weitere Magmenkammer in 5 Kilometer Tiefe (in der ozeanischen Kruste) unterhalb dem Macdonald-Seamount zu erwarten ist.

## Regionalgeologische Einführung

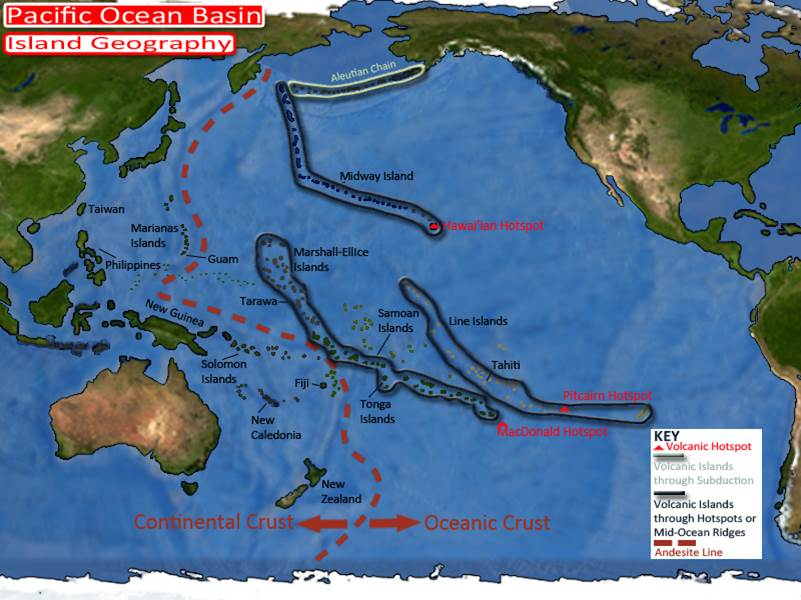
Hotspots im Pazifischen Ozean

Der Pazifische Ozean zeichnet sich durch lange Vulkaninselketten aus, die generell parallel zur Bewegungsrichtung der Pazifischen Platte in Südost-Nordwest-Richtung verlaufen. Wie im Falle Hawai'is beginnen diese Ketten im Südosten mit aktiven Vulkanbauten, die in Nordwestrichtung zusehends der Erosion anheimfallen und dann als Atolle enden. Aus diesem Grund wurde vermutet, dass die Inseln auf tiefe, stationäre Magmenherde zurückzuführen sind, über welche die Pazifische Platte hinweggleitet und die entstehenden Vulkanbauten einem Förderband ähnlich weiterbewegt. Die Magmenherde werden als Hotspots bezeichnet, von denen es zwischen 42 und 117 auf der gesamten Erde geben dürfte. Einer anderen Theorie zufolge entstehen die Inselketten durch sich in der Erdkruste vorwärtsbewegende Risssysteme und zeigen daher auch keine eindeutige Altersprogression.
Die Ozeanische Kruste unterhalb des Macdonald-Seamounts hat ein eozänes Alter und wird in tieferen Lagen von sedimentbedeckten Erhebungen übersät.

## Petrologie
Der Macdonald-Seamount besteht vorwiegend aus Basalten mit Phänokristallen von Klinopyroxen, Olivin und Plagioklas. Auch Basanite, Mugearite, Pikrite und Tephrite können vorkommen. Insgesamt sind die Vulkanite alkalisch.
Vom Seamount geborgene Gesteinsbrocken, die durch phreatomagmatische Explosionen entstanden waren, enthalten auch Intrusivgesteine wie Gabbros, Metadolerite, Pikrite und Pyroxenite. Die Gabbros sind auf die langsame Kristallisation eines basaltischen Magmas innerhalb einer Magmenkammer zurückzuführen. Dem Kristallisationsprozess folgten hydrothermale und thermische Umwandlungen im Tieftemperaturbereich. Hierbei entstanden Minerale wie Amphibol, Chlorit, Epidot, Phyllosilikate, Pyrit, Quarz und Smektit, zusätzlich auch Albit, Biotit, Labradorit und Orthopyroxen.
Petrologisch sind die Vulkangesteine typische Ozeaninselbasalte (Englisch ocean island basalts oder abgekürzt OIB). Sie unterscheiden sich aber in ihrem alkalischen Charakter von anderen Hotspot-Tholeiiten, wie sie auf Hawai'i, Island oder auf Réunion anzutreffen sind. Letztere Hotspots förderten zwar auch Alkaligesteine, aber nur in ihrer Post-Schild-Entwicklungsstufe. Der Macdonald-Seamount befindet sich aber eindeutig in einem Anfangsstadium seiner Entwicklung, er bedarf daher weiterer geochemischer Untersuchungen. Es wird angenommen, dass seine Magmen durch partielles Aufschmelzen eines Spinellherzoliths entstanden waren, wobei der Aufschmelzvorgang von fraktionierter Kristallisation beeinflusst wurde.

## Ausbruchsgeschehen
Der Macdonald-Seamount ist der einzige zurzeit bekannte aktive Vulkan in den Austral- und Cookinseln. Die erste mit Hydrophonen aufgezeichnete Eruption ereignete sich im Jahr 1967 gefolgt von weiteren Aktivitäten im Jahr 1977. Bereits 1928 und 1936 waren treibende Bimsteppiche gesichtet worden, die eventuell vom Seamount stammten. Weitere Ausbrüche ereigneten sich zwischen 1979 und 1983. Auch zwischen Juni 1987 und Dezember 1988 war der Vulkan aktiv. Im Jahr 2007 wurden Erdbebenschwärme aufgezeichnet, die aber nicht unbedingt mit vulkanischen Eruptionen in Verbindung standen. Eruptionen insbesondere auf der Südseite oder im Kraterinneren sind womöglich überhaupt nicht registriert worden.
Der Eruptionsstil am Macdonald-Seamount ist überwiegend phreatisch und phreatomagmatisch, erkennbar an Lapilli und Lavabomben, teils aber auch effusiv (Lavaströme). Die vulkanischen Tätigkeiten verlaufen nicht regelmäßig, sondern zeigen längere Pausen zwischen den Ausbrüchen. Der Macdonald-Seamount ist weltweit einer der aktivsten Untermeeresvulkane und sicherlich der aktivste auf dem Ozeanboden des Pazifischen Ozeans.

### Die Ereignisse von 1989
Mehrere Eruptionen ereigneten sich im Jahr 1989 am Macdonald-Seamount, als er gerade von einer wissenschaftlichen Expedition untersucht wurde. Über eine Entfernung von 1,6 Kilometer hatte sich das Meerwasser entfärbt und eine Auftriebsblase hydrothermal veränderter Wassermassen wurde von brennenden Wasserstoff- und Schwefelwasserstoffgasen begleitet. Das Forschungs-Unterseeboot Cyana konnte in einem der Gipfelkrater intensive Blasenbildung beobachten, während an der Wasseroberfläche Dampf- und Wasserfontänen zu sehen waren. An der Wasseroberfläche bildeten sich überdies graue Schlickschwaden, die aus Pyrit, Schwefel und vulkanischem Glas zusammengesetzt waren und kleinere Mengen von Cinnabarit, Cubanit und Quenstedtit enthielten. Durch diese Vorfälle änderte sich der pH-Wert des Meerwassers am Seamount und die Methankonzentration erhöhte sich.

### Entstehen einer neuen Insel
Zum Zeitpunkt des Letzteiszeitlichen Maximums dürfte der Macdonald-Seamount bei niedrigem Meeresspiegel sehr wahrscheinlich als Insel aus dem Meer geragt haben. Selbst bei dem heutigen Meeresspiegelanstieg ist es durchaus denkbar, dass der Seamount durch fortgesetzte Eruptionstätigkeit erneut auftaucht. Die Eruptionen müssen aber dann sehr umfangreich sein und vor allen Dingen kontinuierlich erfolgen, damit die neu entstehende Insel nicht sofort wieder der Erosion anheimfällt.

### Hydrothermale Vorgänge
Der Macdonald-Seamount ist hydrothermal aktiv und es wird angenommen, dass vor allen auf der Westflanke mehrere Öffnungen sitzen. Im Jahr 1989 waren von einer 2 bis 3 Meter breiten Spalte hydrothermale Eruptionen erfolgt. Vom Vulkan gehen Gasemissionen aus, darunter Kohlendioxid, Methan und Schwefeldioxid. Die Emissionen stammen vom Gipfelkrater, entströmen aber auch einem in 2.000 Meter Wassertiefe liegenden Sekundärkrater auf der Südostflanke. Möglicherweise stellt der Macdonald-Seamount für seine Umgebung einen Hauptlieferanten für Schwermetalle dar. Das ausgestoßene Methan ist teils biogenen und teils abiogenen Ursprungs.

## Alter
Radiometrische Altersdatierungen fanden zwei Altersgruppen für Gesteinsproben vom Macdonald-Seamount: eine Altersgruppe bei 30 Millionen Jahren (Oligozän, Rupelium) sowie junge Alter bei 2 Millionen Jahren (Pliozän, Gelasium).

## Lebewelt
Am Macdonald-Seamount wurden hyperthermophile Bakterien entdeckt, darunter die Taxa Archaeoglobus, Pyrococcus, Pyrodictium und Thermococcus sowie bisher noch unbekannte Arten. Unter den Gemeinschaften finden sich sowohl Wasserstoff- oder Schwefel- verzehrende autotrophe Bakterien, es kommen aber auch heterotrophe Bakterien vor. Offensichtlich haben sie ein riesiges Verbreitungsgebiet, da verwandte Arten auch auf Vulcano in Italien angetroffen werden.
In der Gipfelregion des Macdonald-Seamounts wurden neben den hyperthermophilen Bakterien auch Korallen, zu den Brachiopoden gehörende Craniidae, zu den Vielborstern gehörende Polynoidae und Schwämme vorgefunden.